# 松平定安
松平 定安（まつだいら さだやす）は、江戸時代後期の大名。出雲松江藩の第10代（最後）の藩主。官位は従四位上・出羽守、左近衛権少将、贈従三位。雲州松平家第10代・12代当主。

## 生涯
天保6年（1835年）4月8日、美作津山藩主・松平斉孝の七男として誕生した。幼名は済三郎、のち初名の徳広（のりひろ）を名乗る。
嘉永6年（1853年）9月5日、松江藩の第9代藩主・松平斉貴（隠居後、斉斎に改名）が暗愚であったために家臣団や縁戚から強制隠居させられた後を受けて、その婿養子として家督を継ぐこととなった。同年12月23日、13代将軍・徳川家定の偏諱を授かり、初名の直利（なおとし、徳広から改名）から定安に改名、従四位下に叙位、侍従に任官、また出羽守を兼任する。幕末期の動乱の中では佐幕派として行動し、大坂や京都の警備を務めている。安政4年（1857年）4月28日、左近衛権少将に転任する（出羽守は元のまま）。
藩政においては文久2年（1862年）、文武を奨励して西洋学校を創設する。また、フランス人を招いて砲術や西洋医術の導入、イギリスやフランスへの留学生派遣を積極的に行なっている。さらにこの年にはアメリカから軍艦八雲丸を導入した。これは薩摩藩と長州藩以外の藩が外国の軍艦を導入した一例である。元治元年（1864年）4月18日、従四位上に昇叙し、左近衛権少将に遷任する（出羽守は元のまま）。また、慶応2年（1866年）には女学校を創設している。それ以前の文久3年（1863年）には、軍備増強を目指して隠岐国において17歳から50歳の民間における男子を徴兵して農兵隊を創設した。このように、定安は先見の明のある有能な藩主であったが、この隠岐における徴兵は地元農民の不満を買うこととなり、慶応4年（1868年）に隠岐で3000人の民衆反乱が発生して郡代を追放し、隠岐に一時的に松江藩から独立した自治政権を作られるということとなった（これを隠岐騒動と言い、定安は隠岐に軍を送って武力弾圧したが、これに薩摩藩と長州藩が反対したため、武力弾圧を取りやめることとなった）。
慶応2年（1866年）に第二次長州征討が起こると、定安は長州藩に敗れて国を追われた石見国浜田藩主・松平武聰を保護している。その後、長州藩の軍勢が出雲国境にまで迫ってきたため、定安は慶応3年（1867年）に幕府に無断で長州藩と単独講和せざるを得なくなった。慶応4年（1868年）の戊辰戦争では新政府に与している。このとき、八雲丸は能登沖において座礁沈没してしまった。明治2年（1869年）2月5日、出羽守から出雲守に遷任する。同年6月17日、版籍奉還で知藩事となり、明治4年（1871年）7月14日、廃藩置県で免官された。
明治5年（1872年）3月10日、隠居し、養子・直応（なおたか、斉斎の実子で、定安の義弟にあたる）に家督を譲る。明治10年（1877年）5月24日、直応の隠居（のち明治14年（1881年）に分家）により、再び家督を相続する。明治15年（1882年）11月17日、再び隠居し、三男・直亮（なおあき）に家督を譲り、12月1日に死去した。享年48。大正13年（1924年）2月11日、特旨を以て、従三位を追贈された。

## 系譜
- 父：松平斉孝（1788年 - 1838年）
- 母：法乗院 - 雨林氏
- 養父：松平斉斎（1815年 - 1863年）
- 正室：熈姫 - 光彩院、松平斉斎の長女
- 側室：鶴岡氏、那須氏
- 生母不明の子女
  - 長男：恵之丞 - 早世?
  - 次男：大橋安敦 - 大橋茂右衛門の養子
  - 三男：松平直亮（1865年 - 1940年）
  - 四男：松平直平（1869年 - 1939年） - 松平直巳の養子
  - 五男：松平長
  - 四女：八百姫 - 松平康民夫人
  - 八女：鑑姫 - 浅野長之前室、のち離縁
  - 九女：雅姫 - 松平武修後妻
  - 十女：鉞姫 - 三井高信の妻
- 養子
  - 男子：松平直応 - 松平斉斎の子